# Gold-Seescheide
Die Gold-Seescheide (Polycarpa aurata) ist ein sessiles Manteltier (Tunicata), das im tropischen Indopazifik von Sri Lanka und den Malediven bis zu den Philippinen, Mikronesien, den Salomon-Inseln und dem Great Barrier Reef vorkommt. Sie ist eine der häufigsten Arten im Indopazifik.

## Merkmale
Die Gold-Seescheide lebt solitär, bildet also keine Tierstöcke aus vielen Einzelindividuen, wie viele andere Seescheiden. Ihr Körper wird etwa zehn Zentimeter hoch, ist bohnenförmig und seitlich etwas abgeflacht. An der Unterseite ist sie über einen etwa fingerdicken, kurzen Stiel auf Hartsubstrat festgewachsen. Als Standort bevorzugt sie gut durchströmte Riffregionen in Tiefen von 3 bis 30 Metern. Ihre Farbe ist weißlich bis cremefarben mit violetten Linien, gelegentlich auch gelbbraunen oder orangen Flecken. Die Außenhaut des Mantels ist von Furchen durchzogen, lederartig derb und widersteht dem Bewuchs von anderen sessilen Tieren oder Algen. Gold-Seescheiden sind zwittrig, können sich nur geschlechtlich vermehren und ernähren sich als Filtrierer. Ein- und Ausströmöffnung sind innen goldgelb gefärbt und gaben dem Tier den deutschen Namen sowie das Art-Epitheton aurata. Die Einströmöffnung liegt an der Spitze des Körpers, die Ausströmöffnung auf der konkaven Körperseite etwa in der Mitte.
Die Gold-Seescheide wird von verschiedenen Nacktkiemerschnecken gefressen.